# Le Géant (Métais)
Pour les articles homonymes, voir Géant.
Le Géant, fréquemment surnommée Octave en hommage à Octave Lapize, le premier coureur à franchir le col du Tourmalet sur le Tour en 1910, est une sculpture monumentale réalisée par Jean-Bernard Métais et installée une partie de l'année au col du Tourmalet en France. Elle représente un coureur « en danseuse » et constitue le neuvième coureur de la sculpture Le Tour de France dans les Pyrénées.

## Description

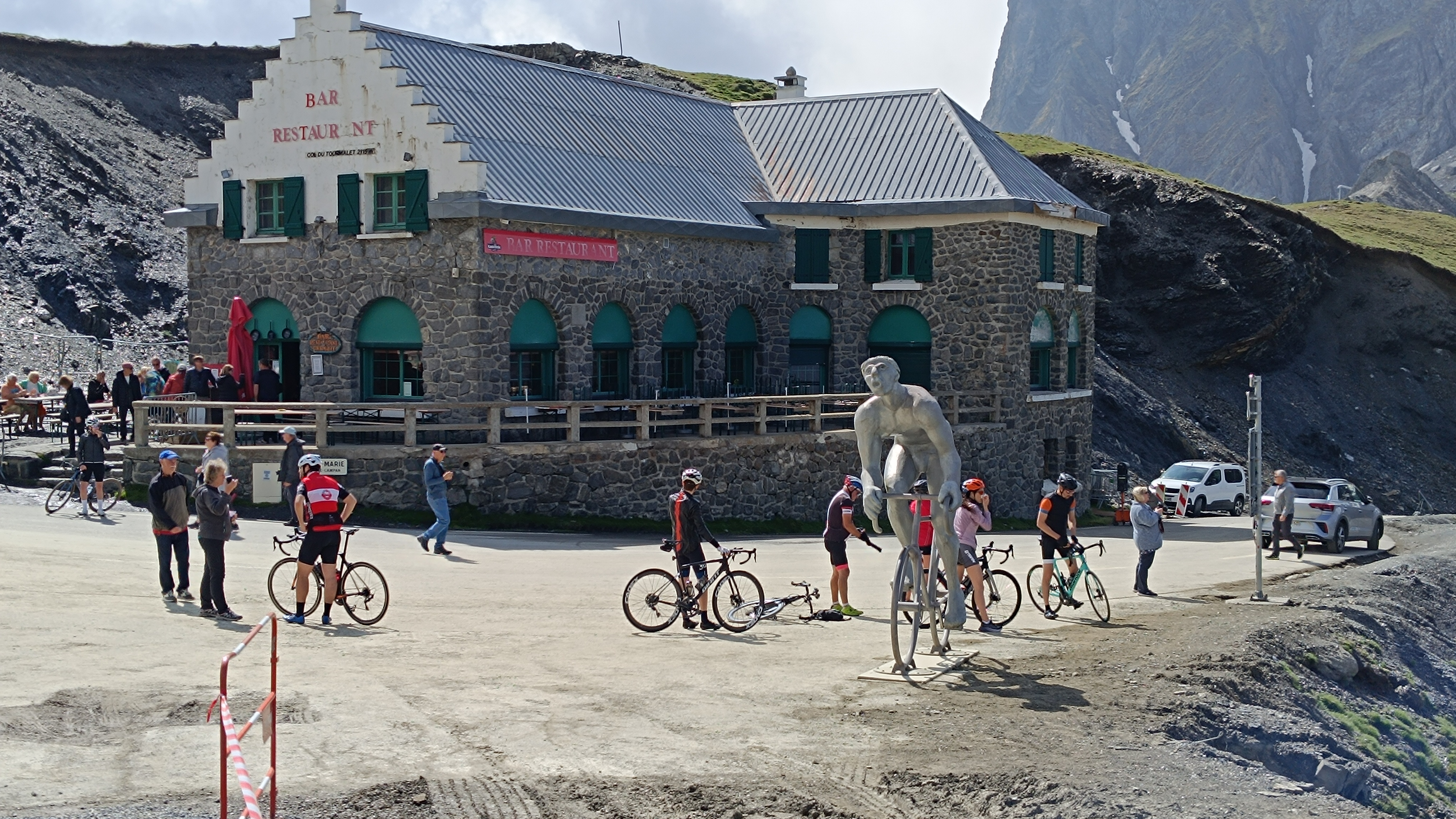
Le Col du Tourmalet réaménagé en 2023 avec le nouvel emplacement du géant absent du col depuis 2020.

Le Géant est le seul coureur issu de Le Tour de France dans les Pyrénées à être « en danseuse ». Il est exposé à l'année à Gerde sauf en période de Tour de France où il est présenté au col du Tourmalet à proximité du buste de Jacques Goddet et de plaque à la mémoire de Jean-Raoul Paul. Il mesure 3 m de haut pour une longueur de 2,40 m et pèse 350 kg ; il a été inauguré le 26 juin 1999 en présence de Bernard Hinault, Jean-François Pescheux et Jean-Marie Leblanc.

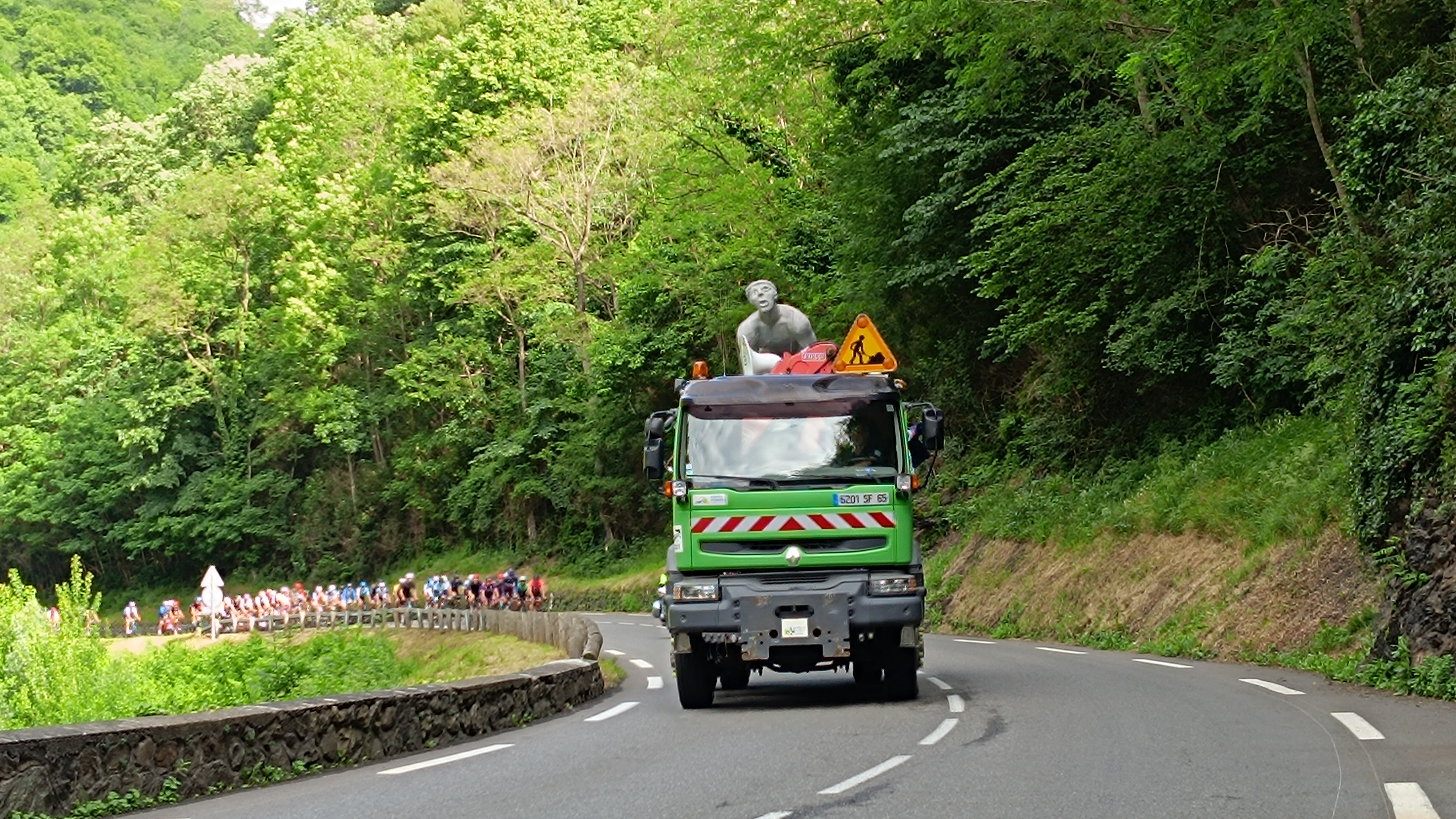
La montée 2023 d'Octave Lapize au Col du Tourmalet accompagné de cyclistes le 3 juin 2023 vers son nouvel emplacement.

## Environnement au sommet du Tourmalet
Outre cette sculpture, se trouve à proximité immédiate un buste représentant Jacques Goddet ainsi qu'une plaque à la mémoire de Jean-Raoul Paul.

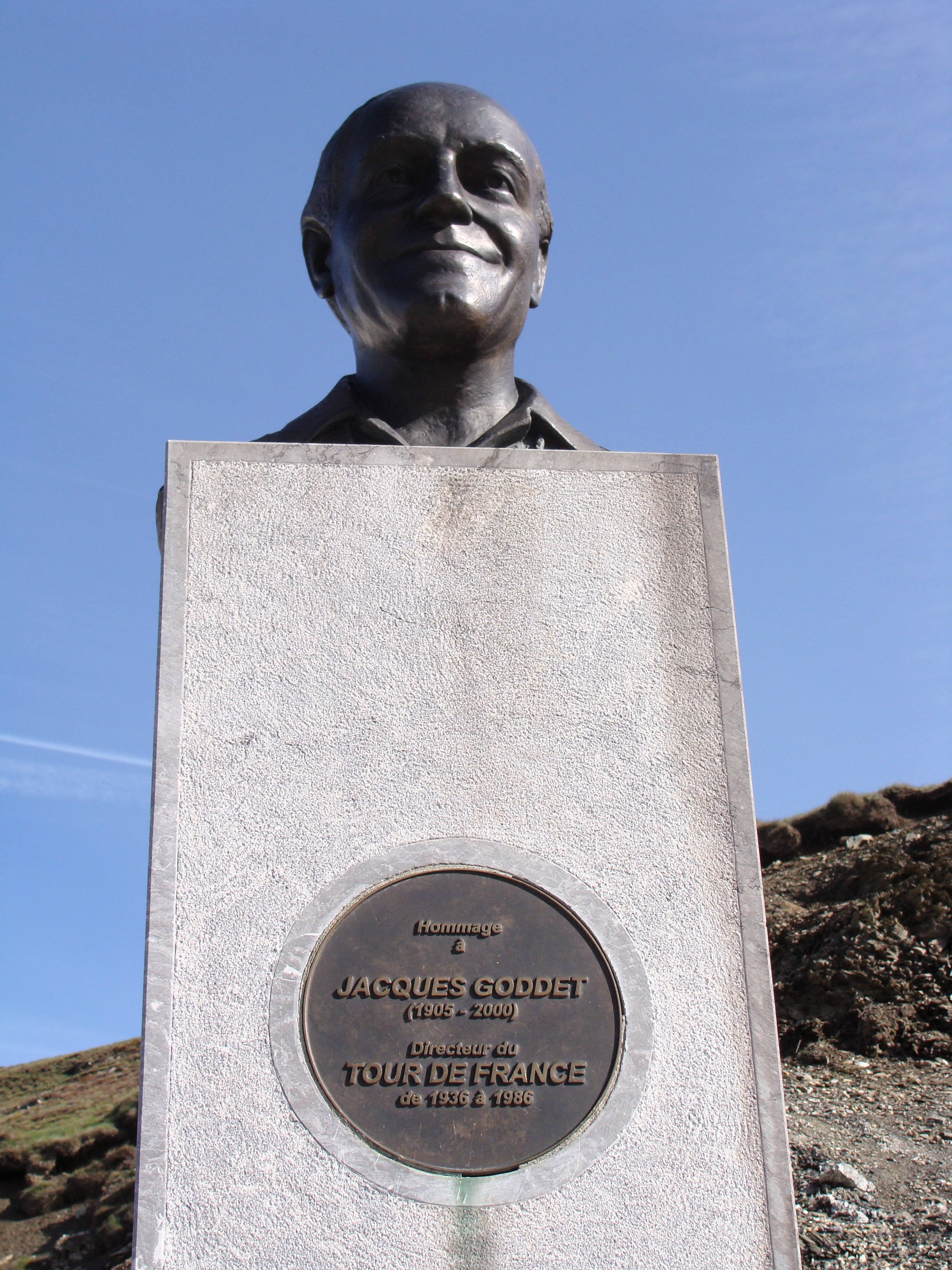
Buste de Jacques Goddet.
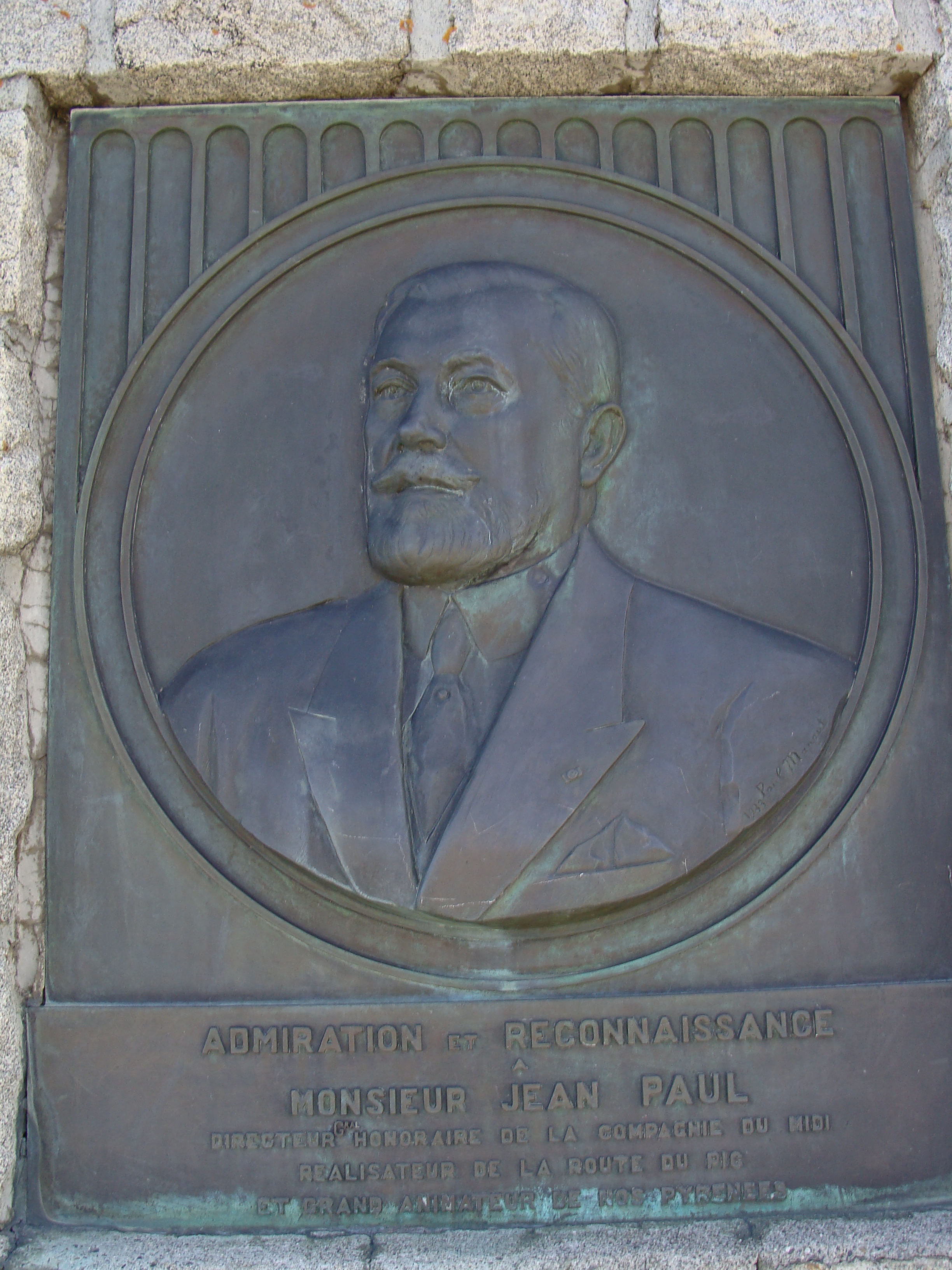
Plaque en hommage à Jean-Raoul Paul.